# Эшенберген
Эшенберген (нем. Eschenbergen) — община в Германии, в земле Тюрингия.
Входит в состав района Гота. Подчиняется управлению Нессеауэ. Население составляет 745 человек (на 31 декабря 2010 года). Занимает площадь 12,66 км².